# Шрідеві
Шрідеві (англ. Sridevi, там. ஸ்ரீதேவி, гінді श्री देवी; справжнє ім'я — Шрі Амма Янгер Айпан; 1963 — 2018) — індійська акторка і продюсерка. За свою кар'єру зіграла у 300 фільмах.

## Життєпис
Шрі Амма Янгер народилася 13 серпня 1963 року в селі Мінампатті неподалік міста Сівакасі, штат Тамілнад, Індія. Її рідна мова — тамільська. Її тато Айяпан був адвокатом і помер, коли Шрідеві знімалася у фільмі «Lamhe» у 1991 році. Мати Раджесварі померла, коли Шрідеві знімалася у фільмі «Judaai» у 1997 році.
Шрідеві розпочала акторську кар'єру у 4 роки в тамільському фільмі «Kandhan Karunai», зігравши Бога Муругана. У ранньому підлітковому віці вона вже грала в багатьох фільмах мовами телугу, тамільською, малаялам і гінді. Багато з її фільмів тих років зняв режисер Іруппам Віду Сасідгаран, один з провідних режисерів кіно малаялам. За шкільні роки вона знялася ще в кількох фільмах. Вона кинула навчання в сьомому класі, щоб повністю віддатися акторству. В 11 років вона вперше виконала головну жіночу роль.

### Кар'єра
Шрідеві дебютувала у дорослому кіно у кінці 1970-х. У 1976 році вона отримала свою першу велику роль у фільмі К. Балачандера «Moondru Mudichu», у якому її партнерами були Камал Хасан і Раджінікант. Згодом Шрідеві знялася ще в декількох фільмах з цими ж акторами. З Хасаном вона знялася більш ніж в 30 фільмах, серед яких «У шістнадцять років» («Pathinaru Vayathinile», 1977), «Червона троянда» («Sigappu Rojakkal», 1978), «Manitharil Ithanai Nirangala» (1978), «Chakkaipodu Podu Raja» (1978), «Thaayillamal Naanillai» (1979), «Neela Malargal» (1979), «Sigapukal Mookuthi» (1979), «Kalyana Raman» (1979), «Guru» (1980), «Varumaiyin Niram Sigappu» (1980), «Sankarlal» (1981), «Meendum Kokila» (1981), «Aakali Rajyam» (1981), «Чаднрамукгі і Девдас. Безсмертна історія кохання» («Vazhve Mayam», 1982), «Півмісяць настає на третій день» («Moondram Pirai», 1982), «Andhagaadu» (1982), «Сумна історія» («Sadma», 1983, роль в цьому фільмі принесла актрисі її першу номінацію на Filmfare Award за кращу жіночу роль), «Oka Radha Idhdharu Krishnulu» (1986). З Раджінікантом вона знялася у фільмах «Прія», «Dharmayuddham», «Pokkiri Raja», «Thanikattu Raja», «Adutha Varisu», «Nan Adimai Illai».
У той же час Шрідеві знімалася у фільмах мовою телугу, багато з яких зняв Рагхавендра Рао. З Н. Т. Рамою Рао вона знялася в таких фільмах, як «Konda Veeti Simham», «Vetagadu», «Sardar Paparayudu» і «Bobbili Puli». З А. Нагесварой Рао знялася у фільмах «Mudulla Koduku», «Premabhishekham», «Bangaru Kanku» і «Premakanuka».
До кінця кар'єри в кіно телугу Шрідеві почала грати у фільмах гінді (індустрія яких відома як Боллівуд). У багатьох з цих фільмів головну роль грав Джітендра, і вони були ремейками фільмів телугу, в основному знятих К. Рагхавендрою Рао і К. Баппаєм. Свою першу головну роль у фільмі гінді — «Solva Saawan» — вони виконала у 1978 році. Її другим фільмом був «Himmatwala» з Джітендрою, з яким вона також знялася в фільмах «Суддя Чоудрі» (1982), «Mawaali» (1983), «Подарунок» (1984), «Зміїний бог» (1984), «Вогонь і полум'я» (1986), «Рідна дитина» (1987).
До відомих фільмів 80-х за участю Шрідеві належать: «Артист» (1983), «Дорогий друже» (1983), «Зміїний бог» (1984), «Карма», «Розплата за злочин», «Заручини», «Щасливий будинок», «Сміливець», «Чарівний діамант» (1986), «Містер Індія» і «Рідна дитина» (1987). Знялася з Мітхуном Чакраборті у фільмах «Прозріння» (1983), «Захисники Батьківщини» (1987), «Голос часу» (1988), «Гуру» (1989). У фільмі 1988 року «Шахрайка» вона зіграла подвійну роль сестер-близнючок, за яку отримала свою першу нагороду Filmfare Award за найкращу жіночу роль. У тому ж році Шрідеві була номінована за роль у фільмі Яша Чопри «Чандні». У 1991 році Чопра зняв з нею ще один фільм — «Миттєвості кохання», де вона знову виконала подвійну роль і за який отримала ще одну премію.
У 80-90-х роках знімалася в багатьох фільмах разом з Анілом Капуром: «Карма» (1986), «Містер Індія» (1987), «Миттєвості кохання» (1991), «Розчарування» (1992), «Дотримати клятву» (1993), «Нерозлучні друзі» (1993), «Дорога» (1994), «Втратити себе» (1996), «Розставання» (1997). Знялася з Салманом Кханом у фільмі «Місяцелика» (1994), з Шахрукхом Кханом у фільмі «Месниця» (1996).
У 1992 році вийшов «Бог свідок» з Амітабхом Баччаном. У тому ж році вийшов фільм на телугу «Чанду-злодюжка», що приніс Шрідеві ще одну нагороду від журналу Filmfare і премію Нанді. Далі була роль Рошні — невинної жертви обману, заарештованої в Гонконзі за контрабанду наркотиків у фільмі Магеша Бгатта «Збилися зі шляху» і негативна роль у фільмі «Дорога». За її роботу в драмі «Розставання» (1997) вона отримала ще одну номінацію на Filmfare.
У 1997 році Шрідеві залишила кінематограф заради сімейного життя з продюсером Боні Капуром, який розлучився заради неї. В 1996-му вони одружилися, рік потому Шрідеві народила дочку Джанві. У 2000-му — доньку Кгуші.
Після шестирічної перерви Шрідеві тимчасово повернулася на малий екран у ситкомі «Malini Iyer» (2004—2005) — комічній історії про Маліні — дівчину з півдня Індії, яка одружилася, переїхала у Пенджаб і намагається пристосуватися до місцевих звичаїв, не забуваючи свої традиції. Вона також з'явилася в телепередачі «Jeena Isi Ka Naam Hai» (2004) і у ролі судді в серіалі «Kaboom» (2005). Шрідеві виступила під попурі зі своїх пісень на 52-й церемонії вручення нагород Filmfare у 2007 році. Вона також входить до ради директорів Азійської академії кіно і телебачення.
19 вересня 2009 року Шрідеві з'явилася в знаменитому шоу Салмана Кхана «10 Ka Dum» разом з чоловіком Боні. Гостями передачі також були: Прабгу Дева, Аєша Такія, дует Садж і Ваджу (всі, хто працювали над блокбастером «Wanted»).
У 2013 році акторка отримала престижну урядову нагороду Індії — Падма Шрі, а також знялася в телефільмі «Вінсенте Феррер».
У 2012 році вийшов фільм «Інгліш-вінгліш», який став її офіційним поверненням на екрани і мав комерційний успіх. Критика оцінила її акторську гру, як і повернення після довгої перерви.
У 2015-му на великі екрани вийшло пригодницьке фентезі «Тигр», а в 2017-м — драматичний трилер «Мама», який став її 300-м фільмом за 50-річну кар'єру. Сам фільм отримав позитивну оцінку критики.

### Смерть
Акторка померла 24 лютого 2018 року, перебуваючи на весіллі свого племінника в Дубаї. Причиною смерті називають випадкове утоплення. Є припущення, що Шрідеві знепритомніла, приймаючи ванну, і захлинулася. Через кілька днів поліція віддала рідним тіло Шрідеві. Похована 28 лютого у Мумбаї. На прощання з артисткою зібралися десятки кінозірок і тисячі шанувальників, владі довелося перекривати вулиці на час церемонії.